# St. Jakobus d. Ä. und Christophorus (Marienmünster)

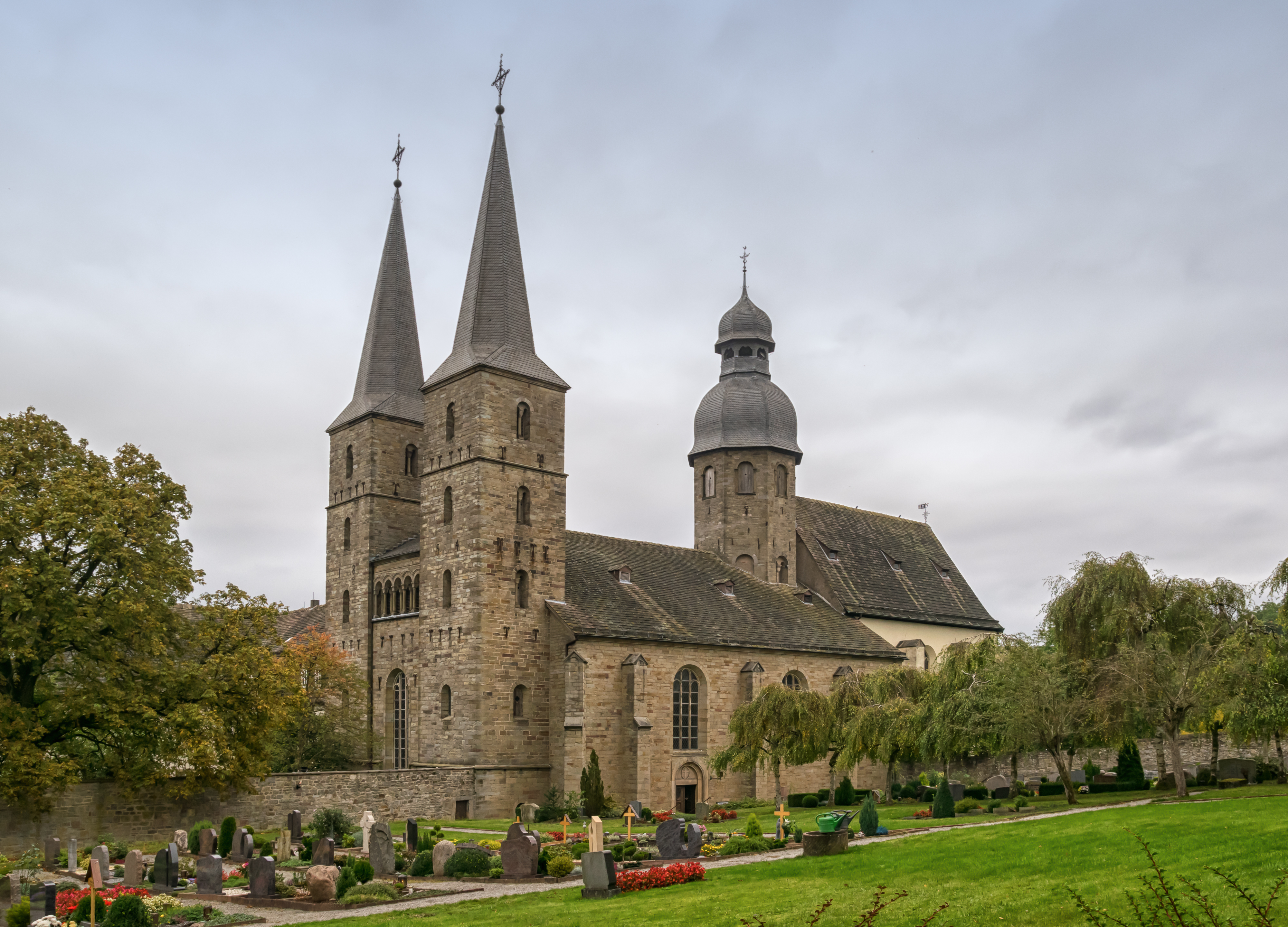
Pfarrkirche St. Jakobus d. Ä. und Christophorus

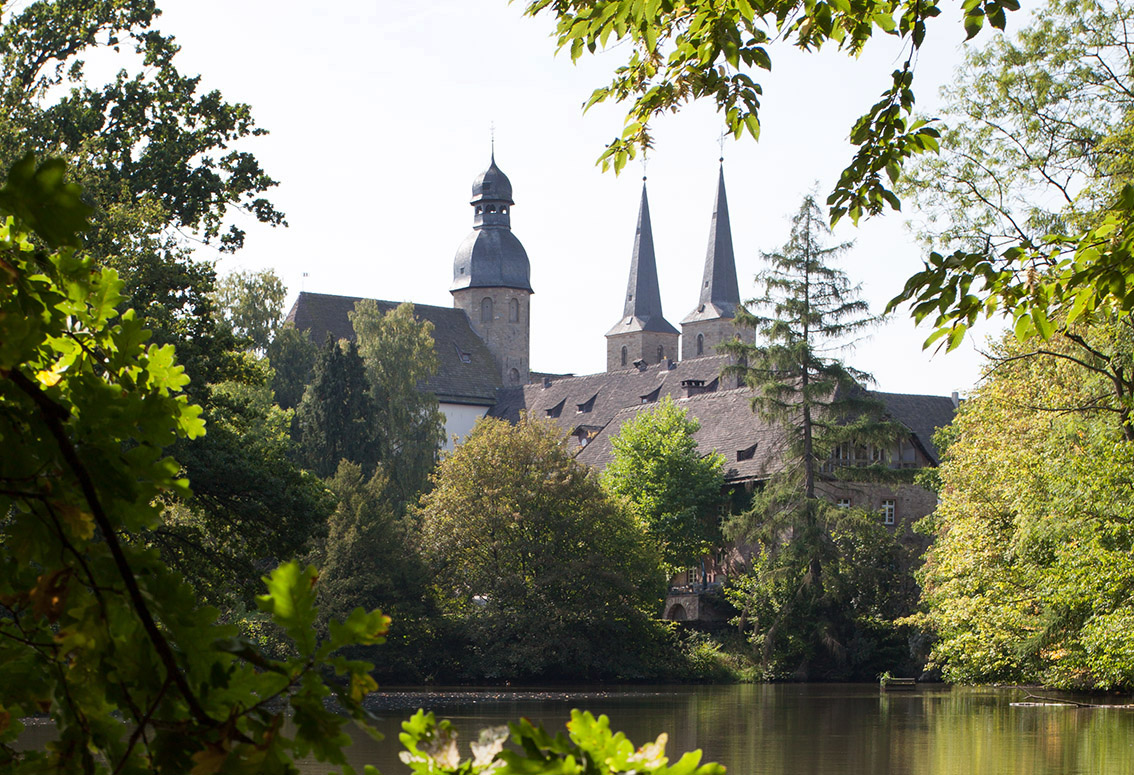
Ansicht vom Klosterteich

Die katholische Pfarrkirche St. Jakobus d. Ä. und Christophorus ist ein denkmalgeschütztes Kirchengebäude in Marienmünster, einem Ort im Kreis Höxter (Nordrhein-Westfalen). Die Kirche ist die ehemalige Klosterkirche der Abtei Marienmünster. Die Pfarrgemeinde St. Jakobus der Ältere gehört seit dem 1. Dezember 2018 zum Pastoralen Raum Steinheim-Marienmünster-Nieheim im Dekanat Höxter des Erzbistums Paderborn. Patres der Kongregation der Passionisten übernahmen von 1967 bis 2014 die Seelsorge.

## Architektur
Im Dreißigjährigen Krieg legten von 1641 bis 1646 hessische und schwedische Truppen Kloster und Kirche in Schutt und Asche. Abt Ambrosius Langen ließ ab 1661 die Kirche wieder aufbauen. Der Baumeister Ludwig Baer aus Lügde erstellte die Pläne und ließ aus der ehemals romanischen Basilika eine Hallenkirche bauen. Ein neuer Chor wurde ebenfalls gebaut.
Das Westwerk ist stark an das Westwerk des Klosters Corvey angelehnt. Von dem romanischen Gebäude blieben die Westtürme, das Querschiff und der Turm über der Vierung erhalten. Eine geschlossene Wandfläche wurde bei dem Bau der Seitenschiffe erreicht, da die Außenwände mit den Wänden der Querschiffarme in einer Flucht stehen. Das Querschiff war ohne Bedeutung geworden und bildete mit dem Haupt- und den Seitenschiffen eine Hallenkirche. Nach der Tieferlegung des Fußbodens um 80 cm hatten die Gewölbe eine Scheitelhöhe von 11,40 Metern. Der Chorraum war 11,55 Meter breit und 14,10 Meter hoch. Die Rundbogenfenster sind dreiteilig und beleuchten die Kirche hell. 1679 wurde der romanische Turm über der Vierung aufgestockt. Er bekam eine welsche Haube. Unter der Leitung des Abtes Augustin Müller wurde 1693 ein eisernes Chorgitter eingebaut. Es wurde von dem Klosterschmied H. Pieperling angefertigt und ist eine filigrane Arbeit mit farblicher Fassung. Das Gitter trennt den Chorraum vom Kirchenschiff, es wirkt durchsichtig und gibt den Blick auf den Altar frei. Das filigrane Gitter ist durch geschmiedete, gefasste Blüten, Blätter, Vögel, Früchte und Köpfe aufgelockert. Die Sakristei wurde um 1700 angefügt und der Nordostflügel wurde 1704 angebaut. Den Türmen des Westwerkes wurden 1745 neue barocke Hauben aufgesetzt.
Das südliche Seitenschiff und die beiden Westtürme mussten 1854 wegen starker Schäden in der Bausubstanz abgebrochen und wieder aufgemauert werden. Nach dem Vorbild der Kilianskirche in Höxter wurden die Türme als eigenständiges Bauteil gebaut, der Zwischenbau erhielt eine Zwerggalerie. Statt der barocken Hauben bekam der Turm gotische Spitzhelme. Die Kirche wurde mit einem Satteldach gedeckt, das die drei Schiffe vereinigte. Die barocken Architekturmalereien auf den Pfeilern und Gewölbegurten wurden 1966 nach Befund ergänzt.

## Ausstattung

### Hochaltar

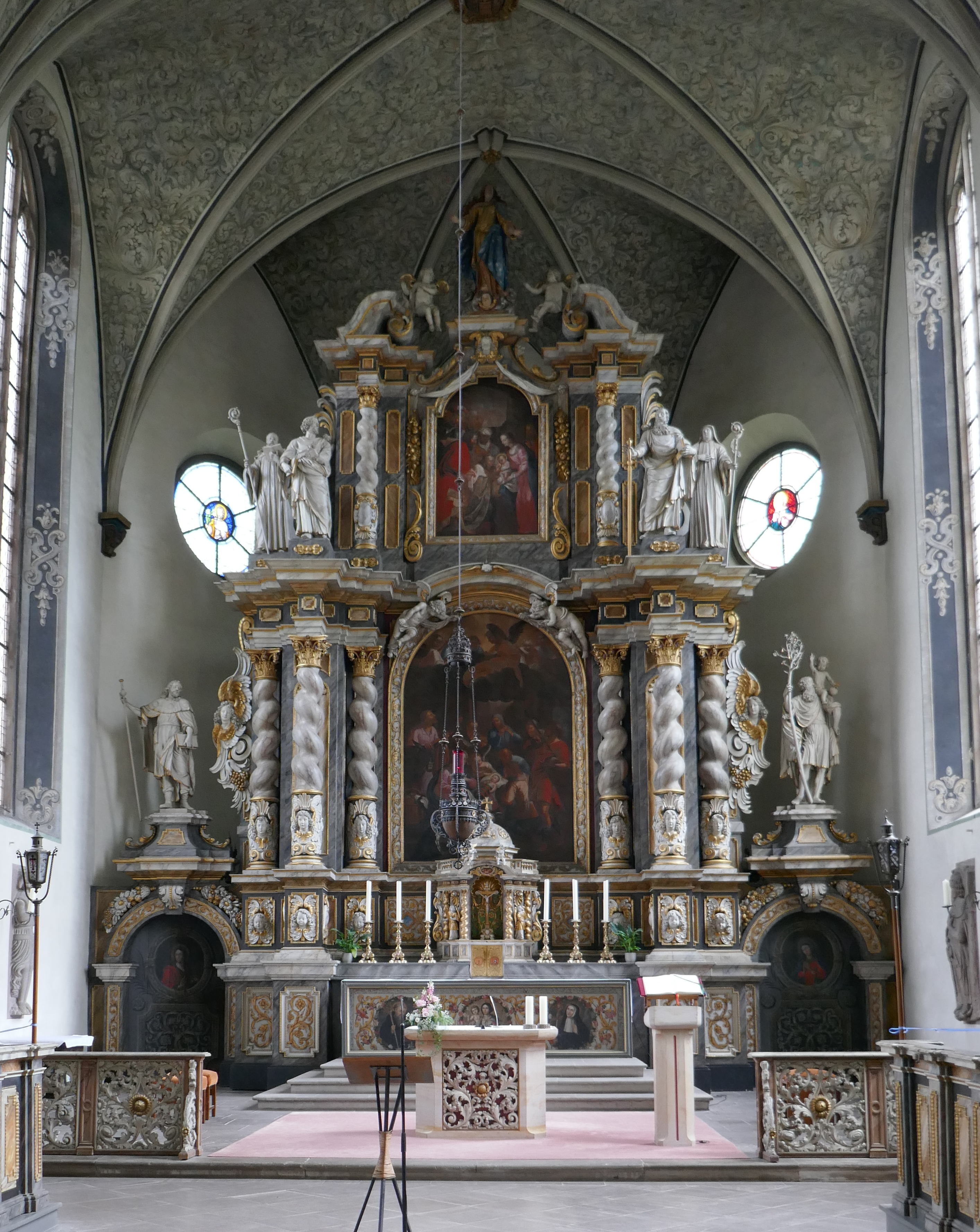
Hochaltar

Die mächtige Altarwand steht in dem Mönchschor zu drei Jochen und beherrscht die Umgebung. Der Bildhauer Paul Gladbach aus Rüthen vollendete die Arbeit 1685. Anton Berning aus Kallenhard malte die Altarbilder und illuminierte die Ausstattung. Als Vorbilder dienten die Hochaltäre im Paderborner Dom und in Corvey. Über der mit sechs Cheruben geschmückten Predella ragt die Altarwand bis in das Gewölbe. An jeder Seite des Altarbildes tragen drei wuchtige Spiralsäulen das Gebälk, auf dem Figuren der Heiligen Benedikt, Petrus, Paulus und Scholastika stehen. Zwischen den Figuren ist das Gemälde mit der Anbetung der Heiligen drei Könige zu sehen. Das Gebälk mit einem gesprengten Giebel wird von zwei Spiralsäulen getragen. Er wird von einer Marienfigur gekrönt, die auf einem Sockel steht. Rechts und links davon bewegen sich anmutig zwei Putten. Mittelpunkt des Altares ist das große Altarbild, es ist auf 1698 datiert, zeigt die Anbetung der Hirten und ist prachtvoll gerahmt. Im oberen Teil des Bilderrahmens wird ein in der Mitte befindlicher Kopf eines Cheruben von zwei Putten begleitet. Der Tabernakel ist wie ein kleiner Tempel mit einer Muschelnische gearbeitet, in der Kartusche darüber ist zu lesen: Ecce Agnus Dei. Auf der rechten und linken Seite des Altares befinden sich Türen, auf denen Figuren des Christophorus und des Jakobus stehen. Für die Mensa sind fünf Wechselbilder vorhanden, sie wurden im 18. Jahrhundert auf Leinwand gemalt. Der Altar wurde 2008 restauriert.

### Südlicher Seitenaltar

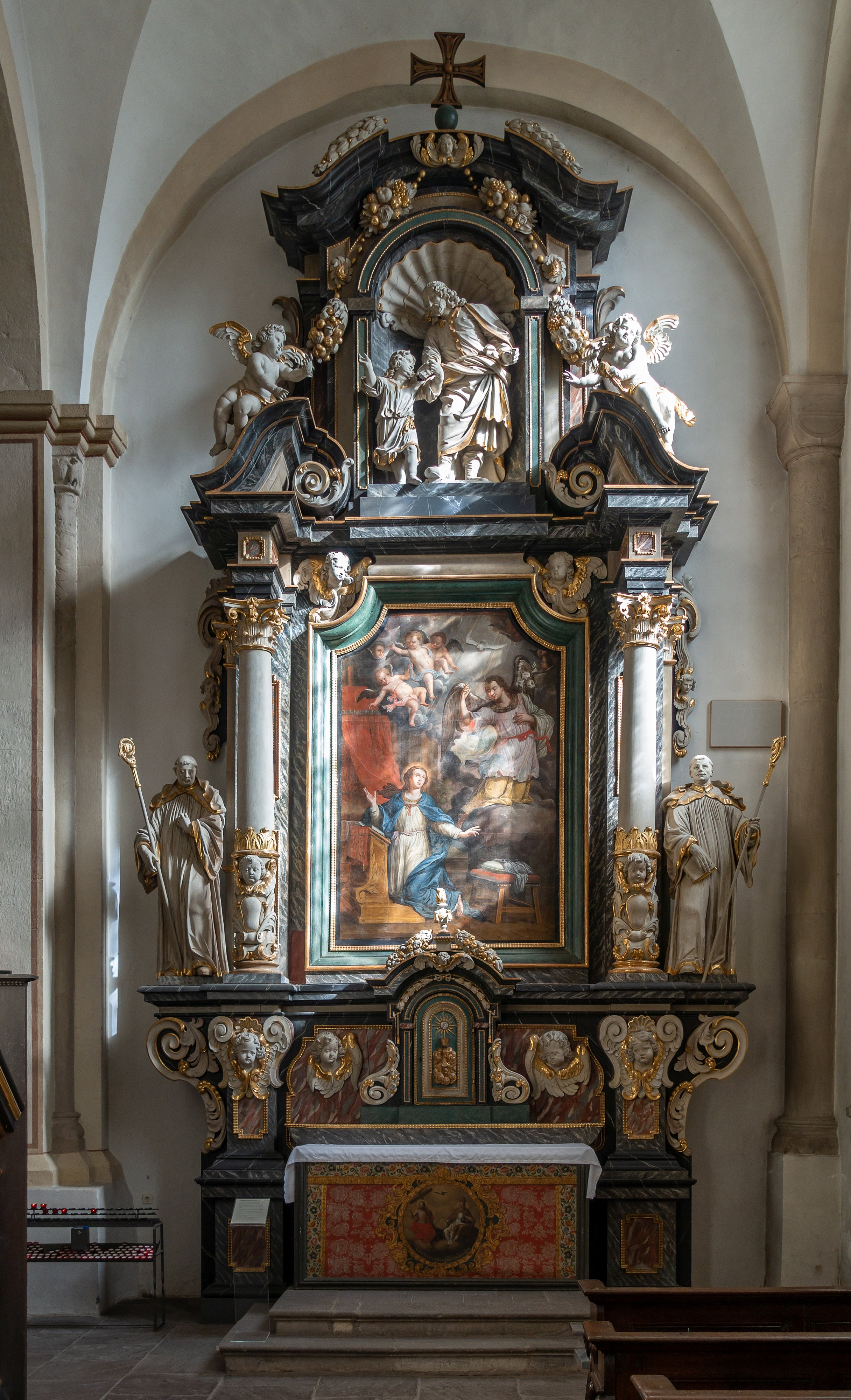
Josefsaltar

Der Seitenaltar im Stile des Barock ist so wie der Hauptaltar eine Arbeit des Paul Gladbach und ist auf den Hochaltar bezogen. Das Retabel besteht aus zwei Etagen, das Gebälk wird von zwei korinthischen Säulen getragen.
In der hohen Ädikulanische mit einer Muschelapsis steht eine Figur des Josef mit dem Jesusknaben an der Hand. Die bewegte Arbeit ist Heinrich Papen aus Giershagen zugeschrieben. Auf dem Altarblatt ist die Verkündigung des Engels an Maria zu sehen, Maria blickt zu dem schwebenden Engel auf. Das Altarbild malte Anton Berning.

### Sonstige Ausstattung
Die Kanzel ist an der Tür zum Aufgang mit 1722 bezeichnet. Die Wurzel- und Ebenholzimitationen werden durch verschiedenartige Holzlasuren erreicht. Am südlichen Pfeiler des Mittelschiffes steht in einem prachtvollen barocken Gehäuse eine spätgotische Pietà. Der Sockel des Gehäuses wird von einem geflügelten Cherub gestützt. Aus der bekrönenden Urne schlagen Flammen.
Die drei Beichtstühle wurden Anfang des 18. Jahrhunderts gebaut. Über den Priestersitzen sind auf Holz gemalte Bilder mit den Darstellungen des Petrus und des König David, sowie David auf dem Sterbebett zu sehen. In den Nischen der Rückwände des Chorgestühls der Mönche mit 34 Plätzen stehen die Figuren der zwölf Apostel und verschiedener Heiliger.
Die Oberflächen der hölzernen Taufe sind marmoriert oder mit einer Bierlasur versehen, sie stammt vom Anfang des 18. Jahrhunderts. Die reich beschnitzten Sakristeischränke aus der Zeit um 1720 sind marmoriert, die integrierten Altäre stammen aus späterer Zeit.
Die figürlichen Grabplatten im Chor zeigen den Ritter von Schwalenberg und den Stifter Widekind I. von Schwalenberg. Die Platte des Ritters von Schwalenberg ist aus der Zeit vom dritten Viertel des 13. Jahrhunderts und wurde 1897 restauriert. Die Platte aus rotem Sandstein für Widekind ist von der zweiten Hälfte des 13. Jahrhunderts.

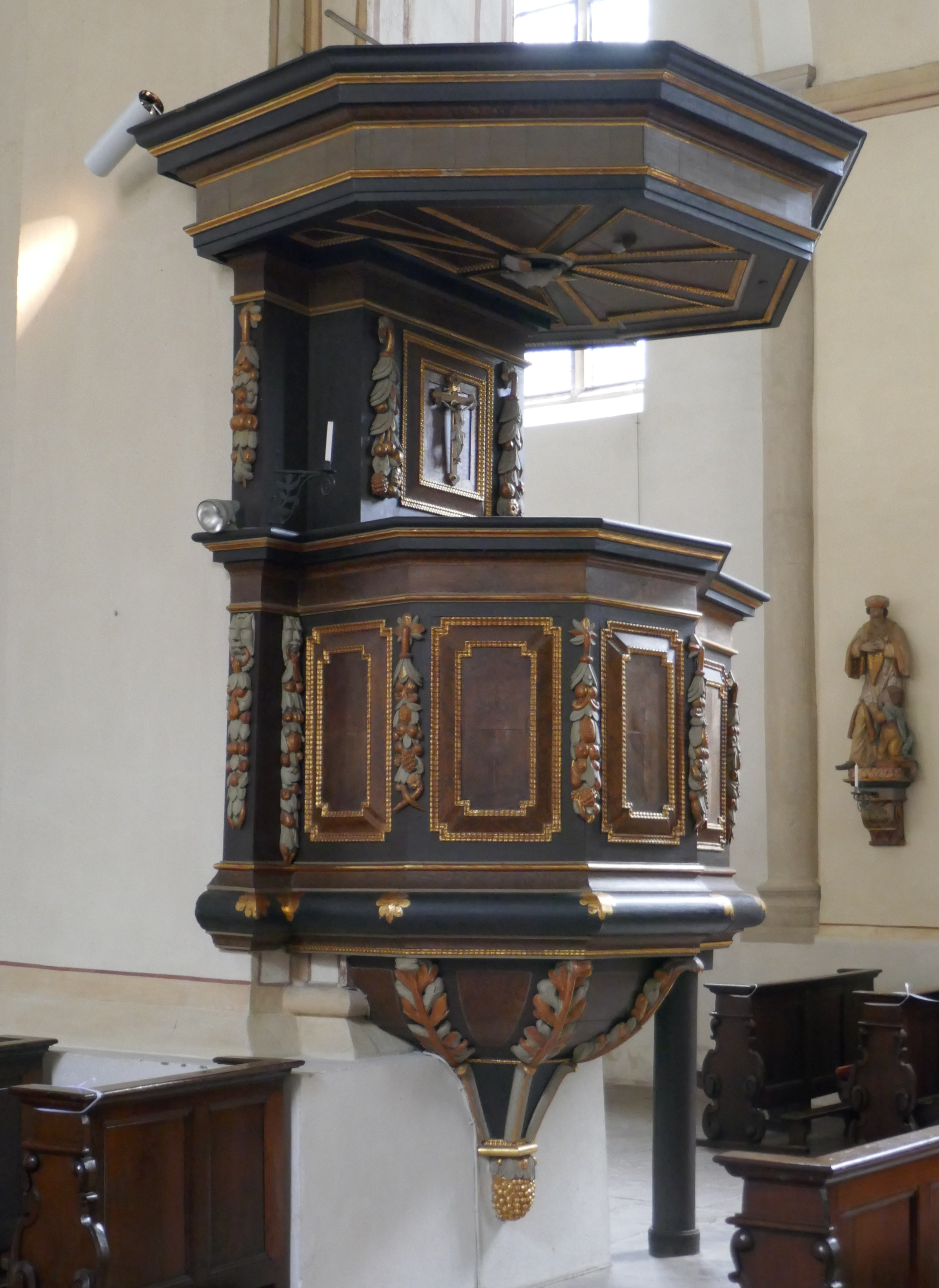
Kanzel
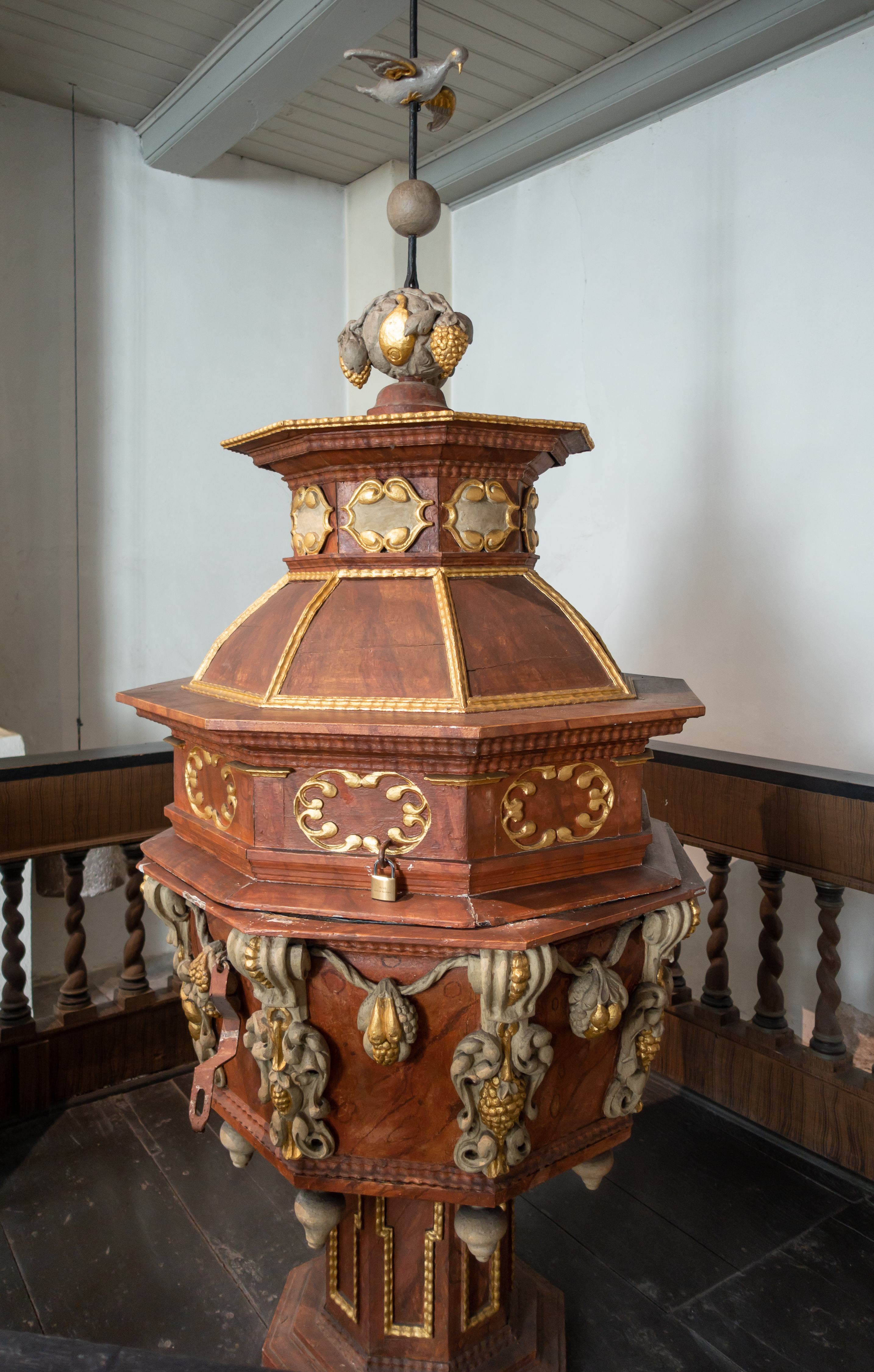
Taufbecken

### Orgel

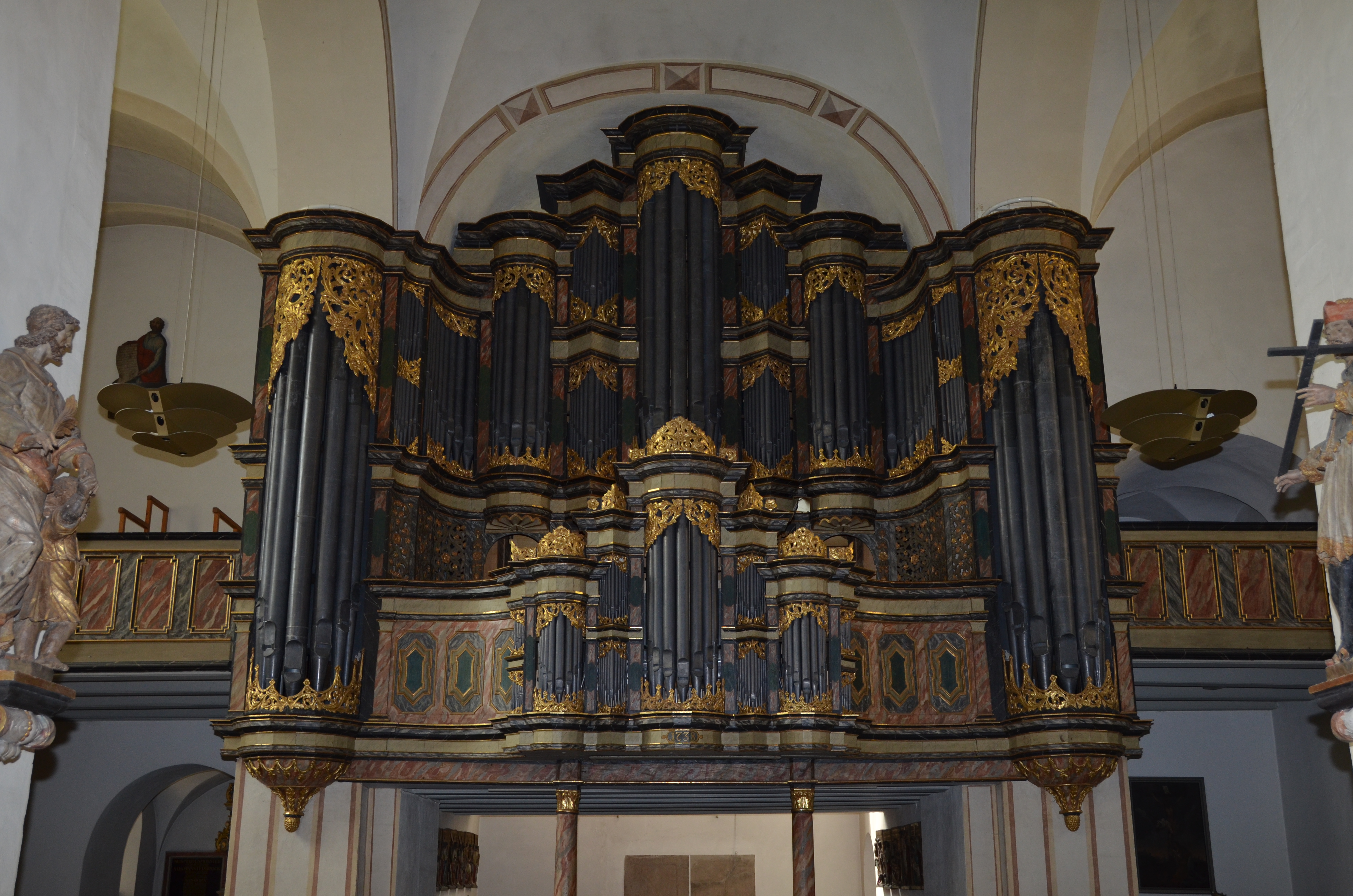
Die Möller-Orgel von 1738

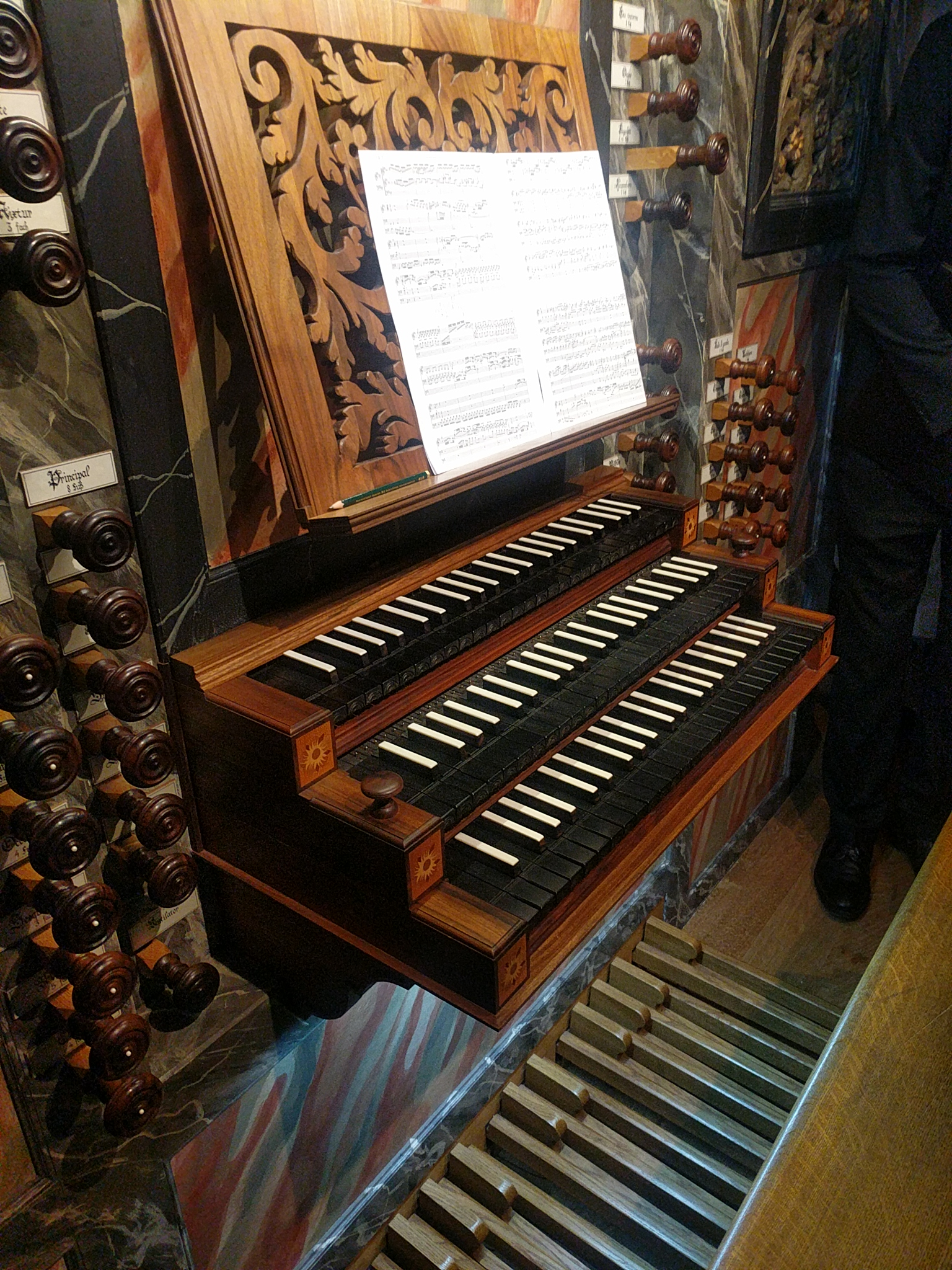
Der Spieltisch der Möller-Orgel

Die Orgel wurde in den Jahren 1736 bis 1738 von Johann Patroclus Möller gebaut. Das Orgelwerk mit den hohen Pfeifentürmen wirkt monumental. Der Prospekt zwischen diesen Türmen ist mit seinem konkaven Schwung eine Anlehnung an die Pracht des Hochaltares. Das Instrument verfügt über 44 Register auf drei Manualen und Pedal. Noch etwa 85 % des originalen Pfeifenbestands sind erhalten, in keiner anderen Orgel Möllers sind es mehr. Das Instrument ist wegen des Farbreichtumes der Soloregister und des barocken Klanges bekannt. Zahlreiche Konzerte wurden auf ihr gespielt. Nachdem die Orgel durch Anton Feith im Jahr 1921 umgebaut worden war, erfolgte von 1965 bis 1966 eine bauliche Rückführung und umfangreiche Restaurierung der Orgel durch Franz Breil. Das Instrument wurde seit September 2010 durch die Straßburger Firma Manufacture d’Orgues Muhleisen restauriert und am 23. November 2012 wieder eingeweiht. Die bedeutendste historische Orgel der Region wurde wieder in ihren ursprünglichen Klangzustand versetzt. Die historische Substanz wurde gesichert und die ehemalige Technik weitgehend in den Originalzustand gebracht. Die ursprünglichen Springladen wurden nicht rekonstruiert, sondern der Zustand von 1921 mit Schleifladen beibehalten. Das Pedalwerk fand wieder seinen Platz hinter dem Gehäuse der Orgel. Da die Balganlage und die Traktur nicht erhalten sind, wurden sie nach alten Angaben neu gebaut. Die Leitung der Restaurierung oblag dem Bau- und Liegenschaftsbetrieb NRW, der vom Fraunhofer-Instituts in Stuttgart unterstützt wurde und der etwa 1,2 Millionen Euro in das Projekt investierte.
| I Rückpositiv CD–c3 |       |
| Principal           | 8′    |
| Gedact              | 8′    |
| Octav               | 4′    |
| Rohrflöte           | 4′    |
| Quinte              | 3′    |
| Quintflöte          | 3′    |
| Super-Octav         | 2′    |
| Waldflöte           | 1′    |
| Sesquialtera II     |       |
| Mixtur IV           | 1 ⁄3′ |
| Fagott              | 16′   |
| Hautbois            | 8′    |
| Tremulant           |       |

| II Hauptwerk CD–c3 |      |
| Principal          | 16′  |
| Octav              | 8′   |
| Viola di Gamba     | 8′   |
| Gemshorn           | 8′   |
| Quinte             | 6′   |
| Octav              | 4′   |
| Flöte duis         | 4′   |
| Tertia             | 3′   |
| Cornett III        |      |
| Sesquialtera III   |      |
| Mixtur V           |      |
| Cimbal IV          | 1⁄2′ |
| Trompet            | 8′   |
| Vox humane         | 8′   |

| III Brustwerk CD–c3 |       |
| Quintadena          | 8′    |
| Flöte traverso      | 8′    |
| Gedact              | 4′    |
| Octav               | 2′    |
| Quinte              | 1 ⁄3′ |
| Flageolett          | 1′    |
| Mixtur III          |       |
| Krummhorn           | 8′    |
| Tremulant           |       |

| Pedal C–d1  |     |
| Principal   | 16′ |
| Subbass     | 16′ |
| Octav       | 8′  |
| Gedactbass  | 8′  |
| Nachthorn   | 4′  |
| Choralflöte | 1′  |
| Mixtur VI   |     |
| Posaune     | 16′ |
| Trompet     | 8′  |
| Cornett     | 2′  |